# گورکن (مجموعه تلویزیونی)
گورکن (انگلیسی: Badger) یک مجموعهٔ تلویزیونی بریتانیایی است که در سال ۱۹۹۹ منتشر شد. از بازیگران آن می‌توان به جروم فلین، کوین دویل و هیو فریزر اشاره کرد.